# José Luis Lanao
José Luis Lanao (Buenos Aires, 28 de enero de 1960) es un periodista, exfutbolista argentino campeón del mundo en el Mundial Juvenil en Japón en 1979. Se desempeñó como delantero. Actualmente ejerce como periodista.

## Trayectoria
Hizo inferiores y debutó en Vélez. Pasó por Unión y Huracán. Luego Josep María Minguella, quien llevó a Diego Maradona al Barcelona, lo colocó en España en 1984, jugando en el U. D. Salamanca y el C. D. Logroñés. Dejó el fútbol por una paraplejia temporal en ambas piernas. Su carrera deportiva terminó a los 26 años.

## Selección nacional
César Luis Menotti lo convocó a la selección juvenil campeona mundial de 1979. En aquel destacado equipo era el suplente de Ramón Díaz, su posición era de 9 o puntero.

## Periodista
En su adolescencia, tuvo una militancia en la Federación Juvenil Comunista, la Fede. En su vida después del fútbol trabajó en periodismo deportivo, político y cultural en varios medios; entre otros, se destaca como columnista en Página/12.

## Clubes
| Club                          | País      | Año       |
| ----------------------------- | --------- | --------- |
| Club Atlético Vélez Sarsfield | Argentina | 1976-1980 |
| Huracán                       | Argentina | 1980-1981 |
| Unión                         | Argentina | 1981-1983 |
| U. D. Salamanca               | España    | 1984-1985 |
| S. D. Logroñés                | España    | 1985-1986 |

## Palmarés

### Campeonatos internacionales
| Título                         | Selección | Sede  | Año  |
| ------------------------------ | --------- | ----- | ---- |
| Copa Mundial de Fútbol Juvenil | Argentina | Japón | 1979 |